# 江守光起
江守 光起（えもり みつおき、1944年（昭和19年）10月26日 - 2025年（令和7年）5月20日）は、京都府の政治家で、元舞鶴市長。
大阪経済大学経済学部経営学科卒。1995年（平成7年）2月から2007年（平成19年）2月17日まで3期12年舞鶴市長を務めた。三女有り。2014年（平成26年）11月、秋の叙勲で旭日中綬章を受章。

## 概要
京都府舞鶴市出身。大学卒業後、江守石油に入社。舞鶴市議会議員から京都府議を3期経て、舞鶴市長に就任。舞鶴市の観光産業の整備・育成に尽力し、2006年（平成18年）には舞鶴市民病院の公設民営委託化を実施。この問題には賛否両論が入り乱れ、現在まで物議を醸している。
実家のある舞鶴市や亀岡市など、府中北部にエッソ系の『江守石油』の名でガソリンスタンドを複数展開している。
2025年5月20日午後9時25分、感染性心内膜炎のため舞鶴市内の病院で死去。80歳没。叙従四位。

## 略歴
- 1995年（平成7年）：京都府議から市長選に立候補。当選[5]。
- 1999年（平成11年）：再選
- 2003年（平成15年）：3選
- 2007年（平成19年）：健康問題を理由に政界引退。

## 地盤・選挙戦と市政
1979年（昭和54年）から1995年（平成7年）まで4期16年間市長であった町井正登（舞鶴市名誉市民、平成18年没）の5選不出馬表明後の市長選挙で当選する。京都府北部は伝統的に強力な保守の地盤であった為に、町井も江守も選挙では革新系候補との一騎討ちで圧倒的な勝利を収める形を取って来た。逆に言えば、有力な対立候補も無く、市議会も共産党を除いてオール与党体制であり、市民の選択肢は非常に狭かった。特に舞鶴市は造船や硝子といった重厚長大産業の大工場が立地し、大規模な労組が存在したため、他の北部地域と比べリベラル色が強い地域であったが、舞鶴軍港があったために自衛隊擁護の論調も根強くあった。
そういった中で、江守は石炭火力発電所や海上自衛隊ヘリ基地の建設など整備事業を推進し、台風23号被害からの復興などを推し進めた。
2007年市長選では、事実上江守市政の後継者である自民党推薦の前助役、江守市政に批判的で無所属の前府議会議員（元市長・町井の遺族の支援を受ける）、民主党推薦候補、共産党推薦候補の激戦となり、大接戦の結果前府議会議員の齋藤彰が初当選を果たした。